# Simon Baron-Cohen
Simon Baron-Cohen, FBA (Miembro de la British Academy) (Londres, Inglaterra, 15 de agosto de 1958) es un psicólogo británico, que da clases de desarrollo de la psicopatología en el Departamento de Psiquiatría y Psicología Experimental de la Universidad de Cambridge en el Reino Unido. Es director del Centro de Investigación sobre el Autismo y miembro del Trinity College. Es reconocido por su trabajo sobre el autismo, que incluye su primera teoría que dice que el autismo implica grados de «ceguera mental» (o retrasos en el desarrollo de la teoría de la mente), y su teoría posterior, donde expone que el autismo es una forma extrema del «cerebro masculino», que implicó una nueva concepción de las diferencias psicológicas comunes de los sexos, a partir de la teoría de la empatía-sistematización.[cita requerida]

## Educación
Baron-Cohen completó una maestría en ciencias humanas en el New College Oxford, y un máster en psicología clínica en el Instituto de Psiquiatría del King's College de Londres. Hizo su doctorado en psicología en el University College de Londres bajo la supervisión de Uta Frith.[cita requerida]

## Áreas de investigación

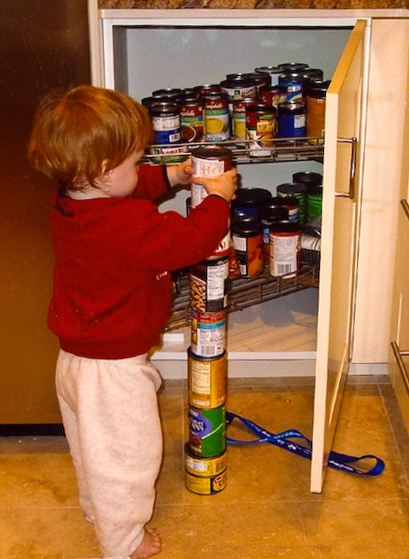
Ocasionalmente, comportamientos como el apilar o alinear objetos de manera repetitiva están asociados a individuos con autismo.

Baron-Cohen fue coautor del primer estudio que muestra que los niños con autismo tienen retrasos en el desarrollo de una teoría de la mente (TdM).
En los siguientes diez años de investigación, ofreció mucha evidencia para el déficit TdM que culminó en dos antologías editadas (Understanding Other Minds, 1993, y 2000). Su grupo de investigación ha relacionado el origen del déficit TdM con la atención conjunta y demostró que la ausencia de atención conjunta a los 18 meses es un indicador de un autismo posterior
Basado en estos y otros hallazgos, propuso un modelo de desarrollo de lectura de la mente (mindreading) en su monografía ampliamente citada. Baron-Cohen también ha dirigido trabajos de imagimática cerebral, examinando el cerebro autista. Estos estudios han resaltado diferencias entre el cerebro sin autismo y el cerebro con autismo en la corteza órbito-frontal y la amígdala. Esta última investigación lo llevó a proponer la teoría del autismo de la amígdala. En el 2010, con ayuda de su exalumno de doctorado Michael Lombardo, demostró que la corteza prefrontal ventromedial no se diferencia de otra con autismo y representa variaciones en el déficit social.
En el 2011, también con Lombardo, demostró que la unión temporoparietal derecha fue hipoactiva en el autismo durante las tareas de TdM y que representó una variación en déficit social.
A finales de la década de 1990, Baron-Cohen desarrolló la hipótesis que explica las  diferencias comunes entre los sexos que pueden permitir entender el autismo desde un punto de vista  neurobiológico y psicológico: la teoría de la empatía-sistematización), que propone que el autismo es un extremo del cerebro masculino. Esto lo llevó a colocar el TdM dentro de un campo más amplio de la empatía, y al desarrollo de una nueva construcción (sistematización).[cita requerida]
La teoría del autismo de la mente masculina (EMB, por sus siglas en inglés) ve al autismo como una de las continuas diferencias individuales de la población en general (diferencia de sexos). Baron-Cohen propone que la causa biológica del autismo es la hipermasculinización. Esta hipótesis postula ciertos aspectos del autismo (obsesiones, razón de pecado de comportamiento repetitivo, etc.) son muy útiles, inteligentes y también son señal de una manera diferente de pensar. Baron-Cohen es el autor de un popular libro acerca de las diferencias sexuales y su relación con el autismo: La diferencia esencial (The Essential Difference, 2003). Puso en marcha el Longitudinal Foetal Testosterone (FT) Project a finales de los años 90, un programa de investigación sobre niños hijos de madres a quienes se les llevó a cabo la amniocentesis.[cita requerida]
Está dirigido a estudiar los efectos de las diferencias individuales en FT, el posterior desarrollo del niño. Esto se resume en una monografía técnica: Testosterona prenatal en mente. Este estudio reveló que el FT está correlacionado negativamente con el desarrollo social y el desarrollo del lenguaje y que está correlacionado positivamente con la atención al detalle y con una serie de rasgos autistas.
Su trabajo sobre el FT le llevó a probar la hipermasculinización del autismo a nivel psicométrico y en cuanto a su desarrollo neurobiológico. El papel de la testosterona fetal en el autismo sigue siendo evaluada en casos clínicos, pero ha ganado puntos a su desde el reciente descubrimiento de laboratorio de Baron-Cohen de la existencia de genes relacionados con los andrógenos que están asociados con rasgos autistas, con la empatía y con el síndrome de Asperger y de la conclusión de que un precursor de la testosterona (androstenediona) crece en autismo. Actualmente está colaborando con el Danish BioBank para probar si el FT es mayor en las personas que desarrollan autismo.[cita requerida]
Baron-Cohen desarrolló un software para educación especial (Mindreading) y una serie de animación para enseñar a los niños con autismo a reconocer y comprender las emociones (véase, en la Wikipedia en inglés, The Transporters), los cuales fueron nominados a BAFTA y han sido evaluados científicamente para mostrar que son benéficos para el aprendizaje social y emocional en el autismo. El trabajo de Baron-Cohen se aplicó a la intervención en el libro Teaching Children With Autism toMindread.
Baron-Cohen trabajó en otra área de investigación: la sinestesia, una afección neurológica en la que una sensación en una modalidad (por ejemplo, escuchar) desencadena una percepción en otra modalidad (por ejemplo, color). Él y sus colegas fueron los primeros en desarrollar la prueba de autenticidad (Perception, 1987) y sugerir que la sinestesia es el resultado de una ruptura de modularidad (Perception, 1993). También fueron los primeros en confirmar la existencia de sinestesia mediante neuroimagen (Brain, 1995 y Nature Neuroscience, 1999) y demostrar que es una condición hereditaria, llevando a cabo el primer estudio genético de sinestesia (Perception, 1996; American Journal of Human Genetics, 2009).
Baron-Cohen es coeditor en jefe de la revista Molecular Autism y es presidente del "NICE Guideline Development Group" para adultos con autismo.

## Medios de comunicación
Baron-Cohen, apareció en “Private Passions” el 13 de abril de 2008, un programa de discusión musical presentado por Michael Berkeley en la BBC Radio 3.
Estuvo en la página principal de BBC Noticias, por hacer un llamado a un debate ético sobre la prueba prenatal para diagnosticar autismo, argumentando que es una prueba de gran importancia dado al ritmo que llevan los investigadores estudiando el autismo. En un artículo publicado en el año 2000 por la revista “Development and Psychopathology”, Baron-Cohen agregó que el misterioso funcionamiento del autismo o también conocido como Síndrome de Asperger no es necesariamente una discapacidad, sino podría considerarse un talento. Por más de 25 años los medios de comunicación han informado ampliamente su trabajo con precisión, pero en marzo de 2009, escribió una nota en “New Scientist” sobre la falsedad en la investigación que se realizó sobre el grupo de desarrollo embrionario con relación a la testosterona.
Apareció en muchos documentales científicos para la televisión. Por ejemplo en “Brainman” en donde diagnóstico a Daniel Tammen (Excelente memoria) con síndrome de Asperger y con sinestesia.
En 2008, evaluó a Gary McKinnon, un hacker británico, que había sido acusado por entrar en 97 redes computacionales tanto de la NASA como de la milicia estadounidense en el 2001 y 2002. Diagnosticándolo con Síndrome de Asperger. Abogados de McKinnon utilizaron ese diagnóstico, como recurso de apelación contra su extradición a los EE. UU., pero el Tribunal Supremo británico no cedió, y McKinnon fue extraditado de los Estados Unidos para ser juzgado en su país natal.
Recientemente apareció en la revista TIMES el 29 de agosto de 2011, presentando su teoría “Emparejamiento Selectivo” del autismo.

## Premios y reconocimientos
- galardonado con la medalla Spearman por la BPS (British Psychological Society),
- premio McAndless de la Asociación americana de Psicología,
- Premio de mayo por Davison de Psicología Clínic de la BPS, y
- Premio por los Presidentes de la BPS.

## Vida personal
Baron-Cohen es hijo de Judith y Vivian Baron-Cohen. Está casado con Bridget Lindley y tienen tres hijos.
Sus hermanos son Ash Baron-Cohen,  Dan Baron-Cohen y Aliza de Baron-Cohen. Es primo del comediante Sacha Baron Cohen.

## Algunas publicaciones

### Libros
- Baron-Cohen, S (1995) Mindblindness: an essay on autism and theory of mind. MIT Press/Bradford Books
- Baron-Cohen, S (2003) The Essential Difference: men, women and the extreme male brain. Penguin/Basic Books. ISBN 978-0-7139-9671-5
- Baron-Cohen, S (2008) Autism and Asperger Syndrome: The Facts. OUP
- Baron-Cohen, S (2011) Zero Degrees of Empathy: A new theory of human cruelty. Penguin/Allen Lane. This appears under a different title in the US:
- Baron-Cohen, S (2011) The Science of Evil: On empathy and the origins of human cruelty. Basic Books. ISBN 978-0-465-02353-0

En coautoría
- Baron-Cohen, S, and Bolton, P, (1993). Autism: the Facts. Oxford University Press.
- Baron-Cohen, S, Tager-Flusberg, H, and Cohen, D.J. (eds.) (1993). Understanding other Minds: Perspectives from Autism. Oxford University Press.
- Baron-Cohen, S., & Harrison, J. (eds., 1997). Synaesthesia: Classic and Contemporary Readings. Blackwells.
- Baron-Cohen S, ed. (1997). The maladapted mind: classic readings in evolutionary psychopathology. East Sussex, Reino Unido: Psychology Press/Taylor Francis Group. ISBN 0-86377-460-1. Consultado el 21 de enero de 2011.
- Howlin, P, Baron-Cohen, S, Hadwin, J, & Swettenham, J, (1999). Teaching children with autism to mind-read. Wiley.
- Robertson, M, & Baron-Cohen, S. (1998). Tourette Syndrome: The Facts. Oxford University Press.
- Baron-Cohen, S, Tager-Flusberg, H, & Cohen, D, (ed., 2000). Understanding other Minds: Perspectives from Developmental Cognitive Neuroscience. Oxford University Press.
- Baron-Cohen, S & Wheelwright, S (2004). An Exact Mind. Jessica Kingsley Ltd. Artwork by Peter Myers.
- Baron-Cohen, S, Lutchmaya, S, & Knickmeyer, R, (2005). Prenatal Testosterone in Mind: Studies of Amniotic Fluid. MIT Press/Bradford Books.
- Baron-Cohen, S, Tager-Flusberg, H, and Cohen, D.J. (ed.) (2007). Understanding other minds: perspectives from developmental cognitive neuroscience. 2nd. ed. Oxford University Press.
- Hadwin, J, Howlin, P, & Baron-Cohen, S, (2008) Teaching children with autism to mindread: a handbook. Wiley.

### Ensayos
Baron-Cohen es autor en pareja de más de 250 artículos, entre ellos:
- Baron-Cohen, S, Leslie, A.M., & Frith, U, (1985) Does the autistic child have a “theory of mind?” Cognition, 21, 37-46.
- Baron-Cohen, S, Wyke, M, & Binnie, C, (1987) Hearing words and seeing colours: an experimental investigation of a case of synaesthesia. Perception, 16, 761-67.
- Baron-Cohen, S, Allen, J, & Gillberg, C, (1992) Can autism be detected at 18 months? The needle, the haystack, and the CHAT. British Journal of Psychiatry, 161, 839-843.
- Baron-Cohen, S, (1994) How to build a baby that can read minds: Cognitive mechanisms in mindreading. Cahiers de Psychologie Cognitive/Current Psychology of Cognition, 13, 513-552.
- Baron-Cohen, S, Ring, H, Moriarty, J, Shmitz, P, Costa, D, & Ell, P, (1994) Recognition of mental state terms: a clinical study of autism, and a functional neuroimaging study of normal adults. British Journal of Psychiatry, 165, 640-649.
- Baron-Cohen, S, Cox, A, Baird, G, Swettenham, J, Drew, A, Nightingale, N, Morgan, K, & Charman, T, (1996) Psychological markers of autism at 18 months of age in a large population. British Journal of Psychiatry, 168, 158-163.
- Baron-Cohen, S, Jolliffe, T, Mortimore, C, & Robertson, M (1997) Another advanced test of theory of mind: evidence from very high functioning adults with autism or Asperger syndrome. Journal of Child Psychology and Psychiatry, 38, 813-822.
- Baron-Cohen, S, Wheelwright, S, Stott, C, Bolton, P, & Goodyer, I. (1997) Is there a link between engineering and autism? Autism, 1, 101-108.
- Baron-Cohen, S, Ring, H, Wheelwright, S, Bullmore, E, Brammer, M, Simmons, A, & Williams, S, (1999). Social intelligence in the normal and autistic brain: an fMRI study. European Journal of Neuroscience, 11, 1891-1898.
- Baron-Cohen, S, Ring, H, Bullmore, E, Wheelwright, S, Ashwin, C, & Williams, S. (2000). The amygdala theory of autism. Neuroscience and Behavioural Reviews, 24, 355-364.
- Connellan, J, Baron-Cohen, S, Wheelwright, S, Ba’tki, A, & Ahluwalia, J, (2000) Sex differences in human neonatal social perception. Infant Behavior and Development, 23, 113-118.
- Baron-Cohen, S, & Wheelwright, S, Skinner, R, Martin, J, & Clubley, E, (2001) The Autism-Spectrum Quotient: Evidence from Asperger Syndrome/high-functioning autism, males and females, scientists, and mathematicians. Journal of Autism and Developmental Disorders, 31, 5-17.
- Baron-Cohen, S, (2002). The extreme male brain theory of autism. 	Trends in Cognitive Sciences, 6, 248-254.
- Lutchmaya, S, Baron-Cohen, S, & Raggatt, P, (2002) Foetal testosterone and eye contact in 12-month-old infants. Infant Behaviour and Development, 25, 327-335.
- Nunn, J, Gregory, L, Morris, R, Brammer, M, Bullmore, E, Harrison, J, Williams, S, Baron-Cohen, S, and Gray, J. (2002). Functional magnetic resonance imaging of synaesthesia: activation of colour vision area V4/V8 by spoken words. Nature Neuroscience, 5, 371-375.
- Baron-Cohen, S, & Wheelwright, S, (2004). The Empathy Quotient (EQ). An investigation of adults with Asperger Syndrome or High Functioning Autism, and normal sex differences. Journal of Autism and Developmental Disorders, 34, 163-175.
- Baron-Cohen, S, Knickmeyer, R, & Belmonte, M. (2005). Sex differences in the brain: implications for explaining autism. Science, 310, 819-823.
- Chapman, E, Baron-Cohen, S, Auyeung, B, Knickmeyer, R, Taylor, K & Hackett, G (2006) Foetal testosterone and empathy: evidence from the Empathy Quotient (EQ) and the ‘Reading the Mind in the Eyes’ Test’. Social Neuroscience, 1, 135-148
- Auyeung, B, Baron-Cohen, S, Chapman, E, Knickmeyer, R, Taylor, K & Hackett, G, (2009) Foetal testosterone and autistic traits. British Journal of Psychology, 100, 1-22.
- Baron-Cohen, S, Scott, F, J, Allison, C, Williams, J, Bolton, P, Matthews, F, E, & Brayne, C, (2009) Autism Spectrum Prevalence: a school-based U.K. population study. British Journal of Psychiatry, 194, 500-509.
- Chakrabarti, B, Dudridge, F, Kent, L, Wheelwright, S, Hill-Cawthorne, G, Allison, C, Banerjee-Basu, S, & Baron-Cohen, S, (2009) Genes related to sex-steroids, neural growth and social-emotional behaviour are associated with autistic traits, empathy and Asperger Syndrome. Autism Research, 2, 157-177.
- Asher, J, Lamb, J, A, Brocklebank, D, Cazier, J-B, Maestrini, E, Addis, L, Sen, M, Baron-Cohen, S, & Monaco, A, P, (2009) A whole-genome scan and fine-mapping linkage study of autidory-visual synthethesia reveals evidence of linkage to chromosomes 2q24, 5q33, 6p12 and 12p12. The American Journal of Human Genetics, 84, 279-285.
- Baron-Cohen, S, Golan, O, & Ashwin, E, (2009) Can emotion recognition be taught to children with autism spectrum conditions? Proceedings of the Royal Society, Series B, Special Issue, 364, 3567-3574.
- Auyeung, B, Taylor, K, Hackett, G, & Baron-Cohen, S, (2010) Fetal testosterone and autistic traits in 18 to 24-month-old children, Molecular Autism, 1:11.
- Chura, L, Lombardo, M, Ashwin, E, Auyeung, B, Chakrabarti, B, Bullmore, E, T, & Baron-Cohen, S, (2010). Organizational effects of fetal testosterone on human corpus callosum size and asymmetry. Psychoneuroendocrinology, 35, 122-132.
- Golan, O, Baron-Cohen, S, Ashwin, E, Granader, Y, McClintock, S, Day, K, & Leggett, V, (2010). Enhancing emotion recognition in children with autism spectrum conditions: an intervention using animated vehicles with real emotional faces. Journal of Autism and Developmental Disorders, 40, 269-279.
- Lombardo, M, Chakrabarti, B, Bullmore, E, Sadek, S, Pasco, G, Wheelwright, S, Suckling, J, MRC AIMS Consortium & Baron-Cohen, S, (2010). Atypical neural self-representation in autism. Brain, 133, 611-624.
- Lombardo, M, Chakrabarti, B, Bullmore, E, & Wheelwright, S, Sadek, S, Suckling, J, MRC AIMS Consortium & Baron-Cohen, S, (2010) Shared neural circuits for mentalizing about the self and others. Journal of Cognitive Neuroscience, 277, 1623-1635.
- Wheelwright, S, Auyeung, B, Allison, C, & Baron-Cohen, S, (2010). Defining the broader, medium and narrow autism phenotype among parents using the Autism Spectrum Quotient (AQ). Molecular Autism, 1, 10.
- Lombardo, M, Chakrabarti; B, Bullmore, E, MRC AIMS Consortium and Baron-Cohen, S, (2011). Specialization of right temporo-parietal junction for mentalizing and its relation to social impairments in autism. NeuroImage, 2011 Feb 26 [Epub ahead of print].
- Ruta, L, Ingudomnukul, E, Taylor, E, Chakrabarti, B, & Baron-Cohen, S, (2011) Increased serum androstenedione in adults with Autism Spectrum Conditions. Psychoneuroendocrinology. 2011 Mar 11 [Epub ahead of print]